# Погост (Няндомский район, на озере Большое Мошинское)
Погост — деревня в Няндомском районе Архангельской области.

## География
Находится в юго-западной части Архангельской области на расстоянии приблизительно 36 км на восток-северо-восток по прямой от административного центра района города Няндома на острове у восточного берега озера Большое Мошинское.

## История
В 1873 году здесь было учтено 7 дворов, в 1905 — 10. Тогда село Мошинский погост входило в Каргопольский уезд Олонецкой губернии, здесь были две церкви. Известно, что здесь существовала Никольская церковь (построенная в XVIII веке), которая сгорела в 1844 году и была заменена одноименной церковью с каменной колокольней (не сохранилась). Ныне здесь действует церковь Рождества Богородицы (1822 года постройки). До 2022 года деревня входила в Мошинское сельское поселение до его упразднения.

## Население
Численность населения: 39 человек (1873 год), 46 (1905), 31 (русские 100 %) в 2002 году, 20 в 2010.